# Francesco Ardolino
Francesco Ardolino (Roma, 1966) es un filólogo, traductor, crítico literario y profesor universitario italiano.

## Biografía
Francesco Ardolino nació en la capital italiana y reside en España. Doctorado en Filología catalana en la Universidad de Barcelona, es profesor agregado de filología italiana en la misma universidad y coordina el máster oficial «Construcción y Representación de Identidades Culturales» (CRIC))
Es autor de numerosos ensayos sobre las literaturas catalana e italiana contemporáneas. Entre sus trabajos destacan los libros La solitud de la paraula. Estudi sobre l'obra narrativa de Jordi Sarsanedas (Barcelona, 2004 – Premio Crítica Serra d'Or 2005) y Entre el dogma i l'heretgia. Les influències de Dante en l'obra de Joan Maragall (Barcelona 2006 – Premio Fundación Joan Maragall 2004;  Premio Crítica Serra d'Or 2007). Ha traducido al italiano muchos textos de escritores catalanes (Pere Calders, Josep Palau, Baltasar Porcel, Carme Riera, Jaume Cabré, Sebastià Alzamora y Susanna Rafart), ha sido coeditor de la antología poética Imparables (2004) y del volumen Ten Dragons. The latest Sant Jordi Prizes (2007). Es responsable de las ediciones catalanas de algunos clásicos italianos del siglo XX, como Federigo Tozzi, Dino Campana o Salvatore Quasimodo, y de la primera versión integral al catalán de la Descripción del mundo de Marco Polo. Forma parte del equipo encargado de la edición crítica de las obras completas de Joan Maragall. Es director de la revista del Archivo Joan Maragall, Haidé. Estudis maragallians y miembro del consejo de redacción de Caràcters.